# Wilhelm Caspari
Wilhelm Caspari (ur. 4 lutego 1872 w Berlinie, zm. 21 stycznia 1944 w Łodzi) – niemiecki onkolog pochodzenia żydowskiego.

## Życiorys
Wilhelm Caspari pochodził z rodziny kupieckiej. Jego ojciec był z pochodzenia protestantem, matka zaś Żydówką. Początkowo wychowywany był jako Żyd, ale w 1899 r. dokonał konwersji na protestantyzm, przyjmując chrzest. Caspari ukończył Königliches Wilhelms-Gymnasium w Berlinie w 1890 r. Następnie studiował medycynę na uniwersytetach we Fryburgu i Berlinie. W 1895 r. zdał państwowy egzamin lekarski i otrzymał tytuł doktora nauk medycznych. W 1902 r. uzyskał habilitację na Królewskim Uniwersytecie Rolniczym w Berlinie, gdzie od 1902 r. był wykładowcą oraz współpracował z Nathanem Zuntzem, będąc jego asystentem w Instytucie Psychologii Zwierząt.
W 1908 r. uzyskał tytuł profesora. Od 1909 r. kierował katedrą w Wyższej Szkole Rolniczej w Berlinie. W latach 1914–1918 odbył służbę wojskową podczas I wojny światowej. Po wojnie został członkiem Instytutu Terapii Doświadczalnej we Frankfurcie nad Menem, będącym prekursorem Instytutu Paula Ehrlicha. Od 1920 r. kierował badaniami nad rakiem w ramach instytutu, koncentrując się na chemioterapii, skutkach promieniowania i odporności. W 1930 uczestniczył w międzynarodowym kongresie lekarskim w Madrycie. W 1935 r., ze względu na ustawę o obywatelstwie Rzeszy, został zmuszony do wzięcia urlopu, a następnie do przejścia na emeryturę.
19 października 1941 r. został wraz żoną deportowany do getta łódzkiego. W wyniku sławy jaką uzyskał przed przyjazdem do getta, cieszył się przywilejami wśród jego władz, dzięki czemu mieszkał w mieszkaniach o stosunkowo wysokim standardzie jak na warunki getta, początkowo przy ul. Drewnowskiej 15, a od 10 września 1943 przy ul. Pieprzowej 4. Po przyjeździe do getta rozpoczął pracę w szpitalu przy ul. Łagiewnickiej, gdzie kontynuował pracę badawczą w pracowni histopatologicznej. W getcie wśród medyków wygłaszał również odczyty na temat odżywiania w warunkach panujących w getcie. Podczas Wielkiej Szpery jego żona została deportowana do obozu zagłady Kulmhof. Po tym wydarzeniu zlikwidowano wszystkie szpitale w getcie, a Caspari dzięki inicjatywie przełożonego Starszeństwa Żydów, Chaima Rumkowskiego, podjął pracę w urzędzie statystycznym, gdzie dokumentował liczbę i przyczynę zgonów oraz przydziały żywności ze względu na jej kaloryczność i zawartość witamin. Deportacja żony miała negatywny wpływ na zdrowie psychiczne Caspariego. Po likwidacji talonów żywnościowych przez Niemców, Caspari podupadł na zdrowiu, ostatecznie umierając 21 stycznia 1944 na pogrypowe zapalenie płuc.
Wilhelm Caspari został pochowany na Nowym Cmentarzu Żydowskim przy ul. Brackiej w Łodzi (str. L, kw. P-IV, nr grobu 155).

### Życie prywatne
Żoną Caspariego była Gertruda z domu Gerschel (1884–1942) – córka prawnika – Hugo Gerschela. Małżeństwo miało czworo dzieci: Ernsta Wolfganga (1909–1988), Friedricha (ur. 1911), Irene (1915–1976), Maxa Eduarda (1923–2001). Rodzina Casparich mieszkała do 1941 we Frankfurcie przy Bockenheimer Landstraße 99.

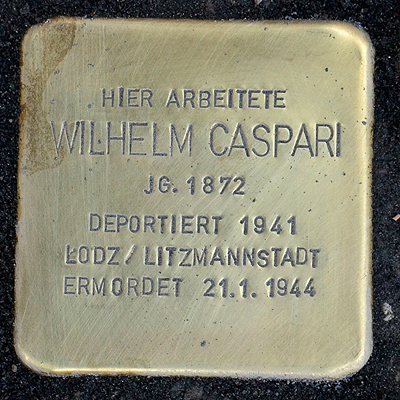
Kamień pamięci Wilhelma Caspariego przy Paul-Ehrlich-Straße 42 We Frankfurcie

## Upamiętnienie
23 czerwca 2014 r. przed Georg-Speyer-Haus (Instytut Biologii Nowotworów i Terapii Doświadczalnej) przy Paul-Ehrlich-Straße 42 we Frankfurcie upamiętniono Wilhelma Caspariego poprzez osadzenie w chodniku kamienia pamięci.
17 października 2014 r., z okazji setnej rocznicy powstania Uniwersytetu Goethego we Frankfurcie nad Menem, przed dawnym domem rodziny Caspari przy Bockenheimer Landstraße 99 położono stolpersteiny upamiętniające całą rodzinę Casparich.
Wilhelma i Gertrudę Casparich upamiętnia ufundowana przez krewnych tablica na murze nowego cmentarza żydowskiego w Łodzi.

## Publikacje
Biologische Grundlagen der Strahlentherapie bei bösartigen Geschwülsten (1922).